# Ак-Джар (Айтматовский район)
Ак-Джар (кирг. Ак-Жар, до 2000 г. — Крупское) — село в Айтматовском районе Таласской области Кыргызстана. Входит в состав Аманбаевского аильного округа. Код СОАТЕ — 41707 215 807 02 0.

## Население
По данным переписи 2009 года, в селе проживало 1600 человек.